# Falsyfikat mogileński

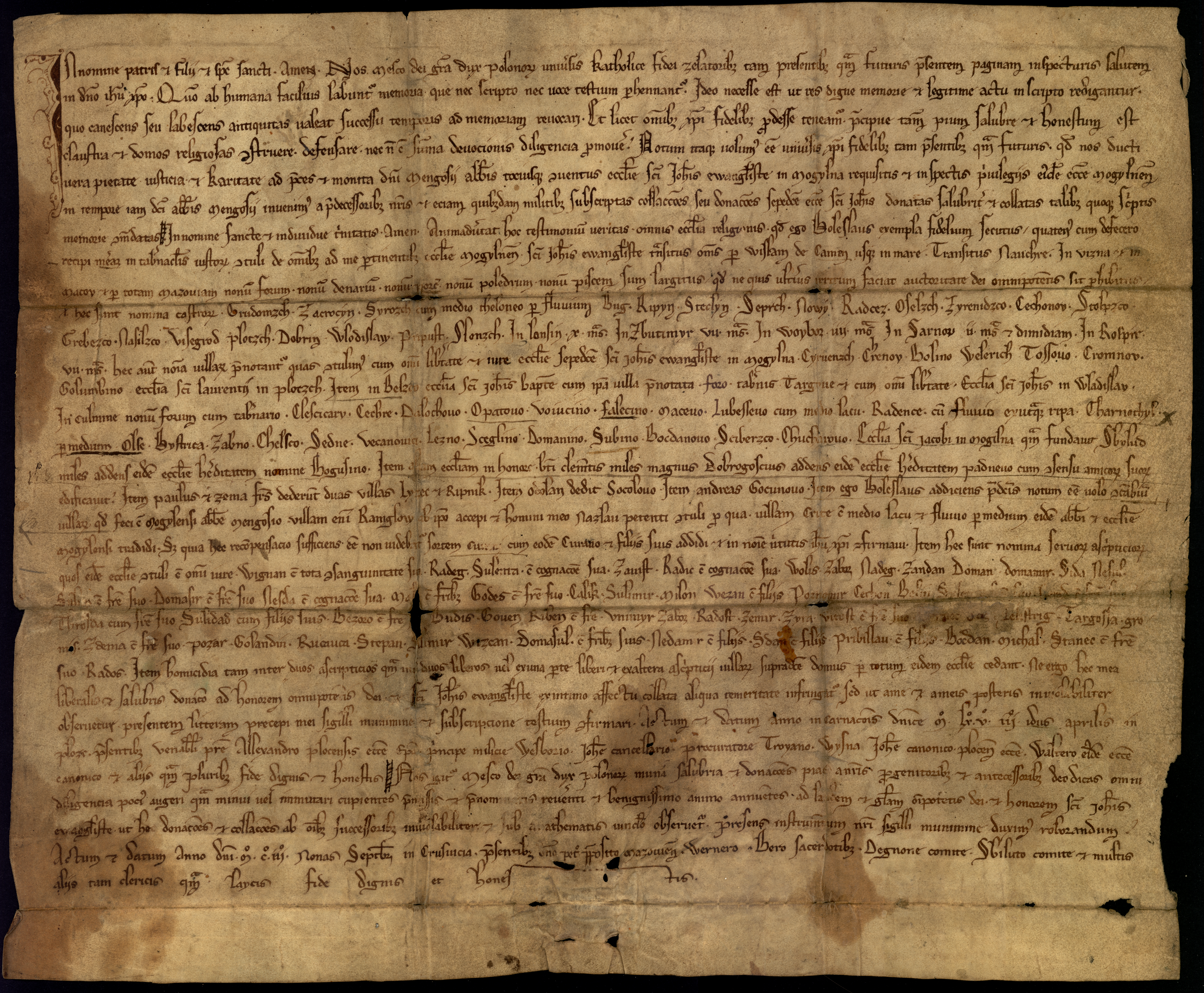
Falsyfikat mogileński

Falsyfikat mogileński – dokument królewski, wystawiony rzekomo w Płocku w 1065 roku, a faktycznie powstał w połowie XII wieku (1155 rok), opisujący nadania dla klasztoru benedyktynów w Mogilnie. Własnością klasztoru stały się m.in. 23 miejscowości z obszaru Wielkopolski i Kujaw, 7 wsi z rejonu Płocka oraz dochody z 5 grodów łęczycko-sieradzkich.
Pierwotnie datowanie dokumentu wiązało się z tradycją potwierdzoną przez Jana Długosza, według której nadania i sprowadzenie zakonu wiązane było z królem Bolesławem Śmiałym. Późniejsze badania datę tę przesunęły na połowę XI wieku - okres odnowienia organizacji kościelnej po nawrocie pogaństwa, a fundatorem klasztoru miał być Kazimierz Odnowiciel.
Przypuszcza się, że sporządzający po wielu latach dokument mnisi oparli się na zapiskach klasztornych, tzw. księdze tradycji, którą rozpoczęto spisywać w latach 30. XII wieku. Może więc zawierać on stan nadań z okresu wcześniejszego. Dokument ten jest źródłem wiedzy na temat wczesnośredniowiecznego osadnictwa w Polsce i w przypadku wielu miejscowości jest to pierwsza wzmianka pisana.